# Eryx (mythologie)
Eryx (Oudgrieks: Ἔρυξ / Eryx) was de zoon en opvolger van Butes, de koning van Sicilië. Zijn moeder was Aphrodite.
Hij was beroemd door zijn ervarenheid in het vuistgevecht. Toen Herakles, na de runderen van Geryones geroofd te hebben, op Sicilië kwam, daagde Eryx hem tot een vuistgevecht uit, hetzij omdat zij twist kregen over een van de runderen, dat aan de waakzaamheid van Herakles ontsnapt was, hetzij omdat de koning begerig was zich met de grootste Griekse held te meten. Er werd bepaald, dat, als Herakles zou winnen, hem het eiland Sicilië voortaan zou toebehoren; werd hij overwonnen, dan zou Eryx de kudde van Geryones krijgen. Eerst vond Eryx hetgeen Herakles hem als prijs aanbood te gering, doch toen de held hem er op wees, dat, als hij de kudde zou verliezen, hem ook zijn onsterfelijkheid ontnomen werd, stelde de koning zich tevreden. Eryx werd overwonnen en gedood. Hij werd begraven in de door hem gestichte tempel van Aphrodite boven op de berg die naar hem Eryx werd genoemd. Herakles werd meester van het eiland, doch gaf het aan de inwoners, onder voorwaarde, dat zij het moesten teruggeven, zo ooit een van zijn nakomelingen het kwam opeisen. In het vierde geslacht na Herakles geschiedde dit door Dorieus, die op Sicilië de stad Herakleia stichtte.
Ook Psophis, de schone dochter van Eryx, werd de buit van Herakles. Zij baarde hem twee zonen Echephron en Promachos.

## Antieke bronnen
- Apollodorus van Athene, Bibliotheca II 5.10.
- Diodoros van Sicilië, Bibliotheca Historia IV 23.2.
- Pausanias, Hellados periêgêsis IV 36.4.

## Referentie
- T.T. Kroon, art. Eryx, in T.T. Kroon, Mythologisch Woordenboek, 's Gravenshage, 1875.